# Slowakische Badmintonmeisterschaft 2015
Die Slowakische Badmintonmeisterschaft 2015 war die 23. Auflage der Titelkämpfe im Badminton in der Slowakei. Sie fand vom 1. bis zum 3. Mai 2015 in der Hala M-Šport in Trenčín statt.

## Medaillengewinner
| Disziplin    | Gold                              | Silber                               | Bronze                         |
| ------------ | --------------------------------- | ------------------------------------ | ------------------------------ |
| Herreneinzel | Matej Hliničan                    | Juraj Vachálek                       | Milan Dratva                   |
| Herreneinzel | Matej Hliničan                    | Juraj Vachálek                       | Michal Matejka                 |
| Dameneinzel  | Martina Repiská                   | Jana Čižnárová                       | Ivana Kubíková                 |
| Dameneinzel  | Martina Repiská                   | Jana Čižnárová                       | Zuzana Palková                 |
| Herrendoppel | Milan Dratva Bohumil Kašela       | Matej Hliničan Michal Matejka        | Martin Kožár Marián Smrek      |
| Herrendoppel | Milan Dratva Bohumil Kašela       | Matej Hliničan Michal Matejka        | Miroslav Haring Juraj Vachálek |
| Damendoppel  | Zuzana Palková Katarína Vargová   | Lenka Drotárová Katarína Šariščanová | Ivana Kubíková Júlia Poláčková |
| Damendoppel  | Zuzana Palková Katarína Vargová   | Lenka Drotárová Katarína Šariščanová | Jana Nejedlová Romana Surová   |
| Mixed        | Milan Dratva Katarína Šariščanová | Michal Matejka Júlia Poláčková       | Marián Smrek Lucia Grenčíková  |
| Mixed        | Milan Dratva Katarína Šariščanová | Michal Matejka Júlia Poláčková       | Martin Kožár Katarína Vargová  |